# Phyllobius arborator
Phyllobius arborator ist ein Käfer aus der Familie der Rüsselkäfer und der Unterfamilie Entiminae. Die Gattung Phyllobius ist eine ungewöhnlich artenreiche  Gattung, die in Europa mit zwölf Untergattungen vertreten ist. Phyllobius arborator gehört zur Untergattung Phyllobius s.str., die in Europa von 27 Arten repräsentiert wird.
Der Name der Gattung und Untergattung Phyllobius ist von altgriechisch φύλλον ‚phýllon‘ ‚Blatt‘ und βίος ‚bíos‘ ‚Wohnort‘ abgeleitet. Der Artname arborator (lat.) bedeutet ‚Baumgärtner‘. Der Käfer lebt auf den Blättern von Bäumen.

## Merkmale des Käfers
Der sechs bis acht Millimeter lange Käfer ist oberseits und an den Schenkeln grün bis goldgrün beschuppt. Bei alten Exemplaren ist die Beschuppung jedoch teilweise abgerieben.
Der Kopf ist nach vorn durch einen kurzen und dicken Rüssel verlängert, der oberseits abgeflacht ist. Er ist bereits an der Basis schmäler als der Kopf. Die Rüsselbreite zwischen den Einlenkungsstellen der Fühler ist nur wenig schmäler als die Stirn zwischen den Augen. Die breiten Fühlergruben können von oben vollständig eingesehen werden. Die Fühler sind schlank, aber nicht auffallend lang. Das erste Fühlerglied ist etwa so lang wie zwei Drittel der Fühlergeißel und gegen diese deutlich abgewinkelt (gekniete Fühler). Das zweite Geißelglied ist länger als das erste, die mittleren Geißelglieder deutlich länger als breit. Die Mundwerkzeuge liegen an der Rüsselspitze. Die Oberlippe fehlt, Ober- und Unterkiefer sind freiliegend. Die seitenständigen Augen sind halbkugelförmig gewölbt.
Der Halsschild ist nur wenig breiter als lang und nach oben und den Seiten kugelig gewölbt. An der Basis und am Vorderrand ist er stark eingeschnürt. Er ist deutlich schmaler als die Flügeldecken und mäßig grob punktiert (Abb. 4).
Die Flügeldecken sind weitgehend parallel. Die Schultern sind deutlich vorstehend. Die Flügeldecken sind größtenteils mit Schuppen besetzt. An den dazwischen liegenden kahlen Stellen entspringen lange, annähernd aufrechte dunkle Haare. Diese bilden zusammen mit dem kugeligen Halsschild das beste Erkennungsmerkmal für die Art.(Abb. 4).
Die langen Beine sind gelblich oder angedunkelt. Sie enden in viergliedrigen Tarsen. Alle Schenkel sind gezähnt. Beim Männchen sind die Vorderschenkel etwas verdickt und verlängert. Die Klauen sind an der Basis miteinander verwachsen.

## Biologie
Die Art lebt polyphag auf verschiedenen Laubbäumen, gelegentlich auch auf Nadelbäumen. Die eurytope Art bevorzugt mäßig trockene kühle Stellen in Wäldern und an Waldrändern. In Mitteleuropa kommt sie montan und subalpin auf Laubhölzern häufig vor. Sie fehlt hier im Flachland. Sie steigt bis zur Zwergstrauchstufe auf.
In einem Experiment wurde gezeigt, dass die Käfer durch erhöhte Stickstoffdüngung gestresste Birken verstärkt attackieren. Bei Massenauftreten können die Tiere schädlich werden. In Ostbayern werden Schäden an Bergahorn gemeldet. In Tschechien wurden Schäden an Buche und Esche festgestellt. Die Käfer erscheinen dort von Mitte Juni bis in den September. Die stärkste Flugaktivität ist Ende Juni, Anfang Juli zu beobachten. Die Weibchen führen nach ihrem Erscheinen einen Reifungsfraß von etwa einer Woche durch und beginnen dann mit der Eiablage. Die Eier werden in Gruppen von etwa dreißig Eiern in einer Lage auf den Blättern der Wirtspflanzen abgelegt. Nach dem Regenerationsfraß werden weitere Portionen von Eiern abgelegt. Insgesamt werden rund hundert Eier abgelegt. Die Weibchen sterben nach etwa vier Wochen, Männchen nach etwa drei Wochen. Die Larven fallen nach dem Schlupf aus den Eiern auf den Boden. Ihre Entwicklung vollzieht sich im Wurzelwerk verschiedener Bäume.

## Verbreitung
Die Art ist von Osteuropa über Mitteleuropa bis Frankreich verbreitet. Das Verbreitungsgebiet erreicht die Länder Italien, Frankreich, Schweiz, Österreich, Ungarn, Deutschland, Tschechien, Slowakei, Polen, die Baltischen Staaten, Belarus, Nordwestrussland, Finnland und dem europäischen Teil von Russland. Aus den Niederlanden liegt ein Neufund vor.